# Baihua
Le baihua (chinois simplifié : 白话文 ; chinois traditionnel : 白話文 ; pinyin : báihuà wèn ; litt. « écrit vernaculaire ») ou chinois vernaculaire est un style ou registre linguistique de la langue chinoise écrite essentiellement basé sur le mandarin parlé, et associé au mandarin standard. Il convient de ne pas confondre le baihua avec les différentes variétés de chinois aujourd'hui parlées. Depuis le début des années 1920, le baihua est le style d'écriture le plus usité en Chine, succédant au chinois littéraire, l'ancien usage écrit d'expression de la langue chinoise depuis la fin de la dynastie Han, succédant au chinois classique de l'époque de Confucius. Le terme « chinois écrit standard » se réfère dorénavant au baihua (chinois vernaculaire).

## Distinction entre langue écrite et orale
Au cours de l'époque de la dynastie Zhou, le chinois archaïque fut la forme écrite et parlée de la langue chinoise, et fut utilisée pour écrire les textes de référence de cette époque. À partir de la dynastie Qin, le chinois écrit commença à évoluer et à diverger de la langue écrite. L'écart alla en se creusant avec le temps. Du temps des dynasties Tang et Song, les gens commencèrent à écrire différemment de la langue écrite traditionnelle, plus proche de leur langue parlée; ces langues étaient évoquées sous le nom de bianwen (变文 / 變文, biànwén, « langage altéré ») et yulu (语录 / 語錄, yǔlù, « notation du langage »), et la langue orale fut désormais consacrée comme différente du chinois littéraire standard qui resta usité dans l'administration et utilisée comme langue officielle et internationale (y compris au Japon, en Corée et au Viêt Nam). Le chinois littéraire devenait difficile d'accès pour le peuple chinois. Au cours des dynasties Ming et Qing, les langues vernaculaires commencèrent à être utilisées dans certains écrits, mais pas dans les écrits formels qui restèrent écrits en chinois littéraire.

## Premiers écrits en langue vernaculaire en Chine
Selon Paul Demiéville, un chinois vulgaire et vernaculaire était cependant utilisé à l'écrit au moins depuis le VIIIe siècle, sous la dynastie Tang, notamment par les moines bouddhistes, en référence notamment aux manuscrits  découverts à Dunhuang, dans les grottes de Mogao au début du XXe siècle. Les huaben sont également un genre particulier de récits courts en langue vulgaire, apparus sous la dynastie Song (960 — 1279).
Jin Shengtan (1610 — 1661, fin de la dynastie Ming, début de la dynastie Qing), qui écrivit plusieurs nouvelles en chinois vernaculaire, est considéré comme le pionnier de la littérature en style baihua[réf. nécessaire]. Le chinois littéraire reste cependant la norme jusqu'à la fin de la dynastie Qing, où le développement de la presse populaire conduit les éditeurs de périodiques à utiliser le baihua pour rendre leurs publications accessibles aux femmes et aux travailleurs. C'est le cas du Journal du peuple (民報, Mínbào) de Shanghaï, puis des nombreux journaux réformistes du tournant du siècle comme le Journal en langue parlée de Wuxi (無錫白話報, Wúxī báihuà bào), fondé en 1898 par Qiu Tingliang et sa nièce Qiu Yufang, première femme journaliste de Chine ; le Journal de la langue vernaculaire de Pékin (京話報, Jīng huà bào), trimensuel qui paraît de septembre à décembre 1901 ; le Journal en langue vernaculaire de Hangzhou (杭州白话报, Hángzhōu báihuà bào), trimestriel également créé en 1901 ; le Journal en chinois parlé (中國白話報, Zhōngguó báihuà bào) de 1903-1904, initié à Shanghaï par Lin Xie et Liu Shipei ; ou encore le Journal en langue vernaculaire de l'Anhui (安徽俗話報, Ānhuī súhuà bào) de 1904-1905, édité par Chen Duxiu. Entre 1876 et 1911, on dénombre ainsi 70 périodiques en baihua. 
Cependant, ce ne fut pas avant le mouvement du 4-Mai en 1919, et la diffusion par les écoles et les intellectuels, comme le libertaire et étudiant de Cornell Hu Shi, l'écrivain Lu Xun, le fondateur du Parti communiste chinois Chen Duxiu ou l'universitaire Qian Xuantong, que le baihua, gagna en importance. Le chinois littéraire perdit son prestige, et fut dès lors considéré vieilli et un vestige d'une éducation élitiste d'un autre temps, et dénigré par les progressistes qui avaient dorénavant droit de cité en Chine. Les œuvres de Lu Xun et d'autres écrivains, de fiction ou autres, firent beaucoup pour la promotion du baihua. Le chinois vernaculaire fut désormais considéré comme le standard par la plupart des gens. Parallèlement au progrès du baihua, la ponctuation chinoise jusque-là relativement réduite, se développa davantage sous l'influence des langues occidentales, de même que les chiffres arabo-indiens dans leur variante utilisée en Europe. 
Depuis la fin des années 1920, la quasi-totalité des journaux, livres et publications officielles et légales en Chine sont écrites en chinois vernaculaire. Cependant, selon le ton ou le registre que l'on veut donner à l'écrit, l'on peut de par le style ou le vocabulaire se rapprocher du chinois littéraire, comme on le ferait en français en utilisant un vocabulaire vieilli ou des citations latines. Depuis une centaine d'années, il est cependant devenu rare de voir des écrits rédigés dans un style proche du chinois littéraire. Les personnes à même de lire et surtout de s'exprimer en chinois littéraire sont désormais peu nombreuses, et limitées aux érudits et aux spécialistes de la langue ou de l'histoire. 
Le chinois littéraire est toujours enseigné en République populaire de Chine, à Taïwan, Hong Kong et Macao, ce malgré la nature très différente des systèmes d'éducation. Le succès de cet enseignement varie beaucoup selon les endroits, mais il reste populaire notamment à Taïwan.
Voir Grammaire chinoise pour la grammaire du chinois écrit standard (chinois vernaculaire).
D'autres variantes vernaculaires du chinois, notamment le cantonais, le shanghaïen et le minnan (dont le taïwanais) (Min Nan), incluent des caractères spécifiques et adaptés, pour écrire d'une façon proche dont les gens parlent. Certaines ont même adopté des romanisations, tranchant une fois pour toutes la liaison avec le chinois littéraire. Contrairement au baihua, ces formes écrites n'ont pas été formalisées et codifiées, et sont utilisées abondamment dans les annonces commerciales et les communications officielles. 